# (960) Birgit
Pour les articles homonymes, voir Birgit (homonymie).
(960) Birgit est un astéroïde de la ceinture principale découvert le 1er octobre 1921 par l'astronome allemand Karl Reinmuth.
Sa désignation provisoire était 1921 KH.